# Centrostephanus longispinus
Centrostephanus longispinus is een zee-egel uit de familie Diadematidae.
De wetenschappelijke naam van de soort werd in 1845 gepubliceerd door Rodolfo Amando Philippi.